# Condes (Haute-Marne)
Condes é uma comuna francesa na região administrativa de Grande Leste, no departamento de Haute-Marne. Estende-se por uma área de 5,08 km². Em 2010 a comuna tinha 307 habitantes (densidade: 60,4 hab./km²).